# Chlorochlamys flavilineata
Chlorochlamys flavilineata är en fjärilsart som beskrevs av Riley 1870. Chlorochlamys flavilineata ingår i släktet Chlorochlamys och familjen mätare. Inga underarter finns listade i Catalogue of Life.